# Mysłakowice
Mysłakowice [mɨswakɔˈvʲitsɛ] (deutsch: Zillerthal-Erdmannsdorf) ist ein Ort im Powiat Jeleniogórski der Woiwodschaft Niederschlesien in Polen. Er ist zugleich Sitz der Landgemeinde Mysłakowice mit 10.104 Einwohnern (Stand 31. Dezember 2020). Er liegt zwischen dem Riesengebirge und Landeshuter Kamm und gehört der Euroregion Neiße an.

## Geographie
Mysłakowice liegt im östlichen Teil des Hirschberger Tals an den Flüssen Lomnitz (polnisch Łomnica) und Bober (Bóbr), etwa acht km südöstlich von Hirschberg und sieben km nördlich von Krummhübel. Das Gemeindegebiet erstreckt sich größtenteils entlang dieser Fließgewässer und auf dem Gebiet des sich östlich anschließenden Landeshuter Kamms, zu dem auch die Falkenberge gehören. Zu Füßen der Falkenberge und des Landeshuter Kamms liegen die Teilorte Karpniki (Fischbach) und Bukowiec (Buchwald), die schöne Aussichten auf das Riesengebirge bieten.

## Geschichte
Erdmannsdorf wurde 1305 erstmals urkundlich erwähnt. Es gehörte zum Herzogtum Schweidnitz-Jauer, das sich nach dem Tod der Herzogs Bolko II. erbrechtlich der Krone Böhmen unterstellte, wobei Bolkos II. Witwe Agnes von Habsburg bis zu ihrem Tod 1392 ein Nießbrauch zustand.
Während der Frühen Neuzeit befand es sich im Besitz der Familie von Reibnitz.
Ab 1838 ließen sich in Erdmannsdorf protestantische Exulanten aus Tirol (Zillertaler Inklinanten) nieder, denen der preußische König Friedrich Wilhelm III., auf Fürsprache der Gräfin Friederike von Reden hin, Zuflucht gewährte. Da es sich um Gebirgsbewohner handelte, siedelten sie sich im Riesengebirge, dem höchsten Gebirge Preußens, an. Viele der Zuwanderer stammten aus dem Zillertal, was im Verlauf des 19. Jahrhunderts zu einer Änderung des Ortsnamens in Zillerthal-Erdmannsdorf führte.
Im Zweiten Weltkrieg befand sich hier ein Außenlager des KZ Groß-Rosen. Nach Kriegsende unter die Verwaltung der Volksrepublik Polen gestellt, erlebte der Ort 1945 die Umbenennung in Turońsk und im Dezember 1946 in Mysłakowice sowie bis 1946 die Vertreibung der Einwohner und die Neubesiedlung durch Polen. Die neu angesiedelten Bewohner waren teilweise Zwangsumgesiedelte aus Ostpolen, das an die Sowjetunion gefallen war. 
1975 bis 1998 gehörte Mysłakowice der Woiwodschaft Jelenia Góra an, die 1999 in der neuen Woiwodschaft Niederschlesien aufging.

## Sehenswürdigkeiten
- Die katholische Pfarrkirche Herz Jesu (polnisch Kościół pw. Najświętszego Serca Pana Jezusa, auch Kościół Królów Pruskich) liegt am Rande des Schlossgartens. Sie wurde für die Zillertaler Glaubensflüchtlinge nach Entwurf von Karl Friedrich Schinkel als Schlosskirche, dann 1836 bis 1838 auch als evangelische Gemeindekirche erbaut. Beim Umbau 1858 wurde dem Eingang ein Portikus mit ausgegrabenen altrömischen Säulen aus Pompeji hinzugefügt, die Joseph Bonaparte, der zeitweilige König von Neapel, Friedrich Wilhelm III. geschenkt hatte. Die Orgel wurde 1840 vom Hirschberger Orgelbauer Carl Friedrich Ferdinand Buckow gefertigt.

- Das Schloss Erdmannsdorf war von 1832 bis 1909 Sommerresidenz der Hohenzollern. Deren aus dem frühen 18. Jahrhundert stammende Vorgängerbau wurde 1751 von Maximilian Leopold von Reibnitz zu einer zweigeschossigen Barockresidenz von dreiflügeligem Grundriss umgebaut. Nach mehrmaligem Besitzerwechsel erwarb Generalfeldmarschall August Neidhardt von Gneisenau das Anwesen 1816 im Tausch gegen ein anderes seiner Güter. Nach dem Tod Gneisenaus 1831 kaufte Preußens König Friedrich Wilhelm III. das Schloss für 136.000 Taler, da er das Hirschberger Tal durch Besuche auf Schloss Fischbach kennen und schätzen gelernt hatte, das sein Bruder Prinz Wilhelm 1822 erworben hatte. In den Folgejahren wurde das Erdmannsdorfer Schloss von Karl Friedrich Schinkel umgebaut, der im Schlosspark, am Rande der Sichtachse vom Schloss auf das Riesengebirge, auch die Kirche errichtete, während der Königliche Hofgärtner Peter Joseph Lenné Bepflanzungspläne für den Schlosspark entwarf. Erdmannsdorf wurde zum bevorzugten Sommerrefugium des Königs und seiner zweiten Gemahlin, der Fürstin von Liegnitz. 1839 erwarb der König auch das nahegelegene Schloss Schildau für seine Tochter Luise, Prinzessin der Niederlande. Seine heutige Gestalt verdankt Schloss Erdmannsdorf im Wesentlichen den Umbauten im Stil der Tudorgotik unter König Friedrich Wilhelm IV., dessen Vorstellungen ab 1840 von Friedrich August Stüler verwirklicht wurden. Neben dem Schloss Erdmannsdorf steht die „Villa Liegnitz“, die 1842 für die Witwe Friedrich Wilhelms III. erbaut wurde, die das Schloss zuvor an ihren Stiefsohn verkauft hatte.[4] Heute dient das Schloss als Schule, der Park mit den Teichen ist in seinen Grundzügen erhalten, die optische Ausrichtung auf das Riesengebirge jedoch zugewachsen.
- Der Schlosspark Erdmannsdorf ist Mitglied des Gartenkulturpfades beiderseits der Neiße.[5] Dies verbessert die Möglichkeiten der Pflege (Parkseminare) und die Aussichten auf Förderung sowie die touristische Erschließung.
- Der Tiroler Hof an der ul. Starowiejska 14 ist eines von mehreren Häusern, die im 19. Jahrhundert von Glaubensflüchtlingen im Tiroler Stil erbaut wurden. Das Gebäude wurde nach Sanierungsmaßnahmen 1998 als Tiroler Gaststube neu eröffnet. Seine neuen Besitzer sind das Bundesland Tirol und die sechs Tiroler Herkunftsgemeinden der Exulanten.

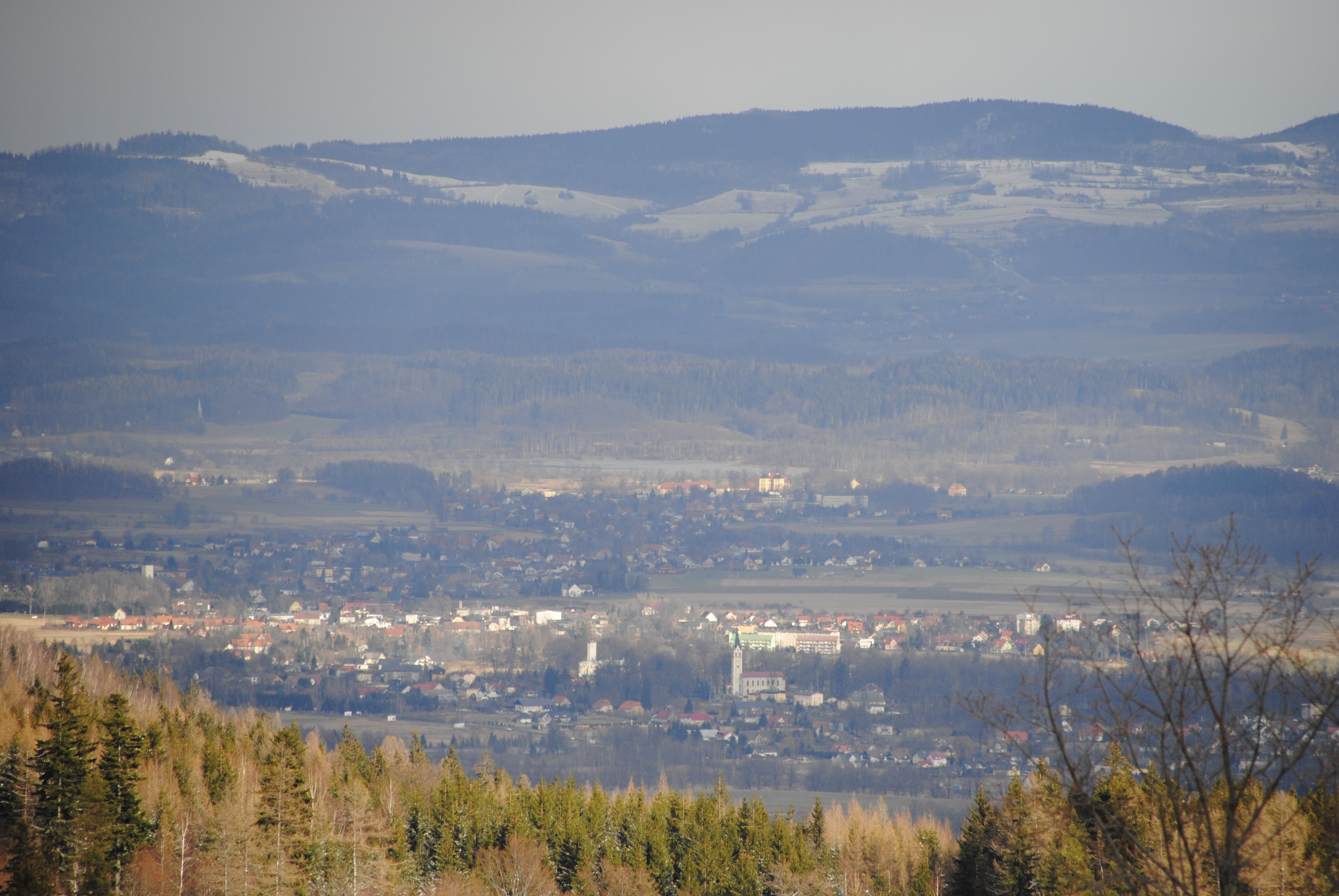
Blick von der Stabkirche Wang in Richtung Norden über Erdmannsdorf-Zillertal
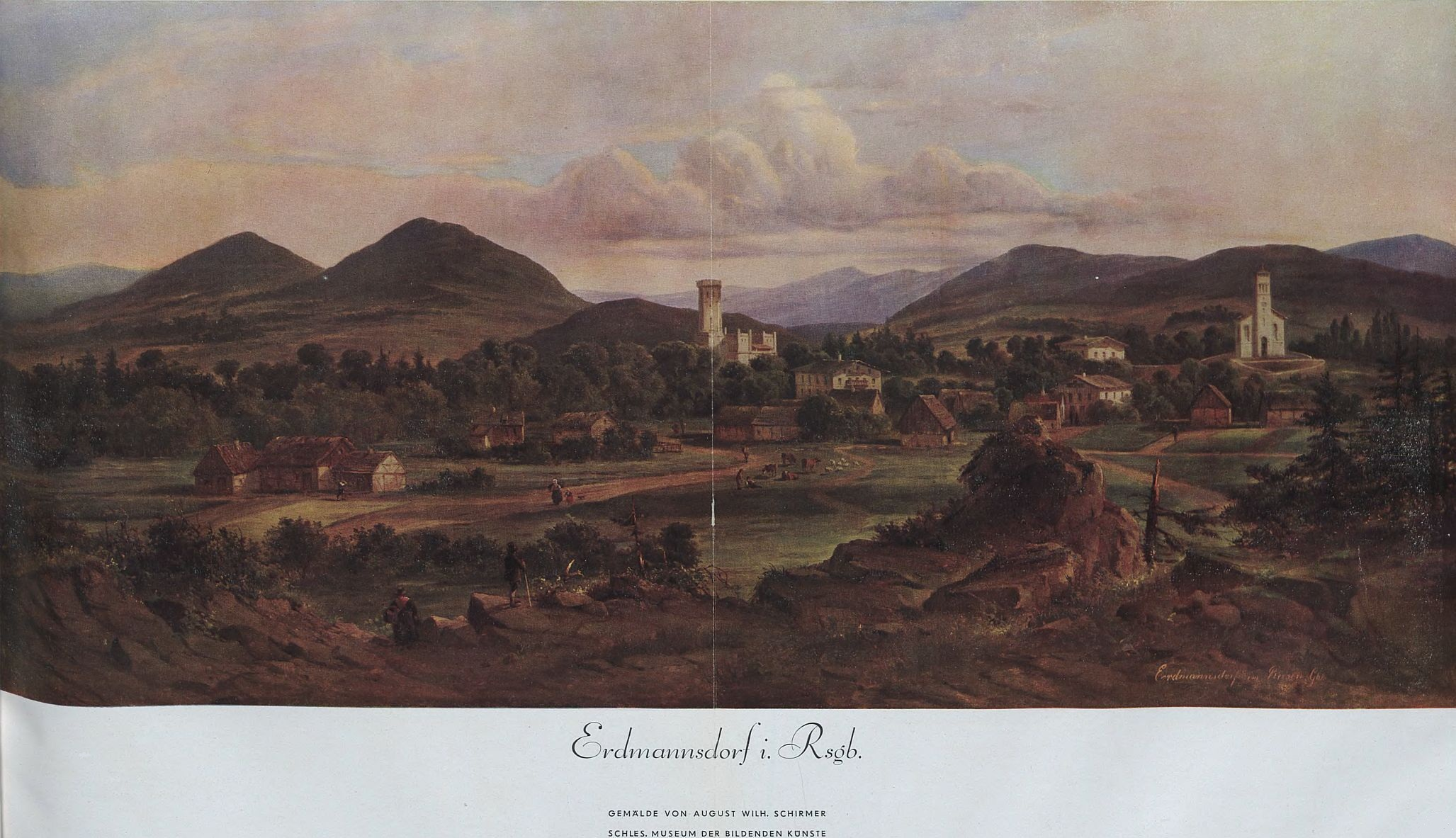
Erdmannsdorf, Gemälde von Wilhelm Schirmer
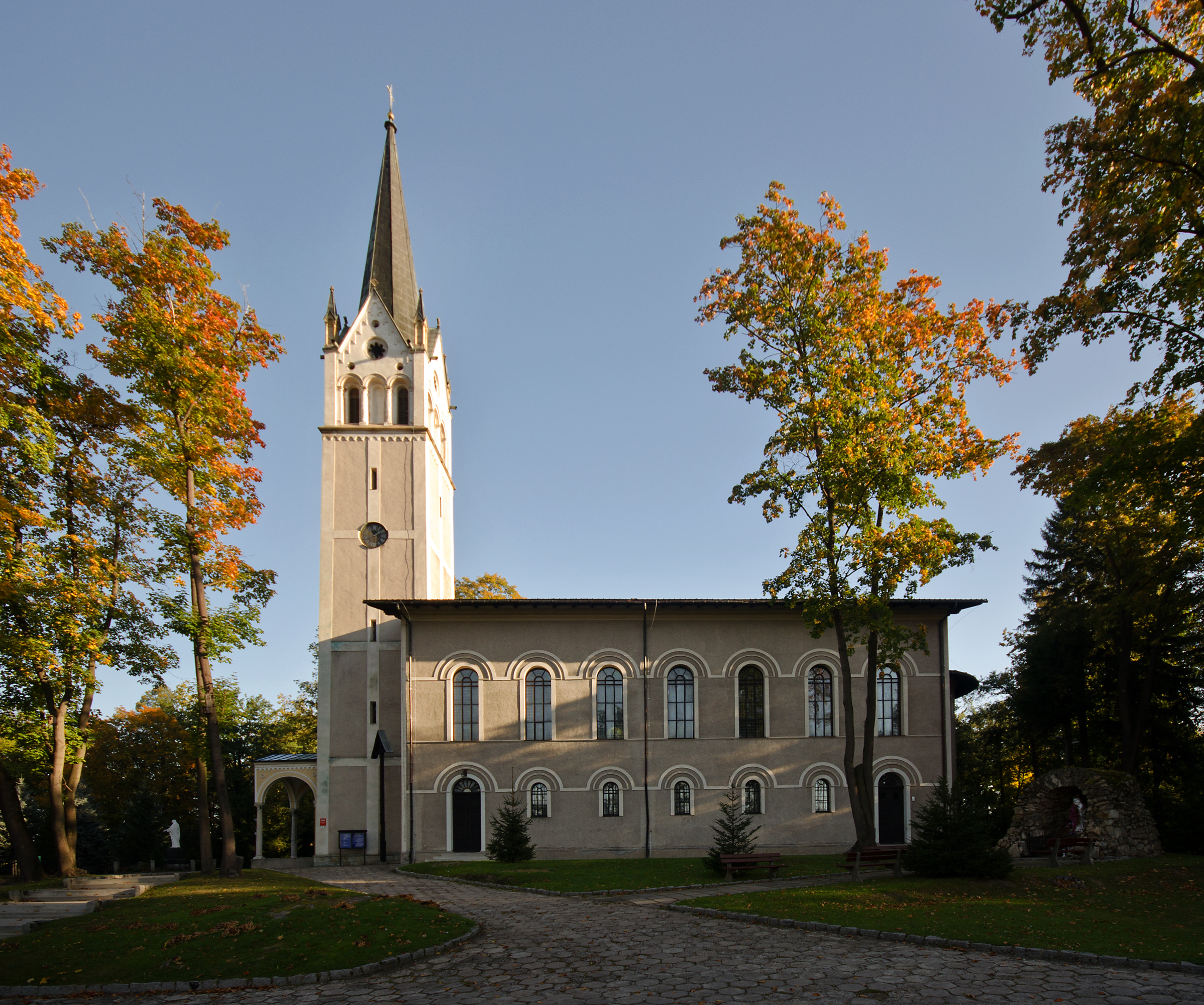
Pfarrkirche Herz Jesu
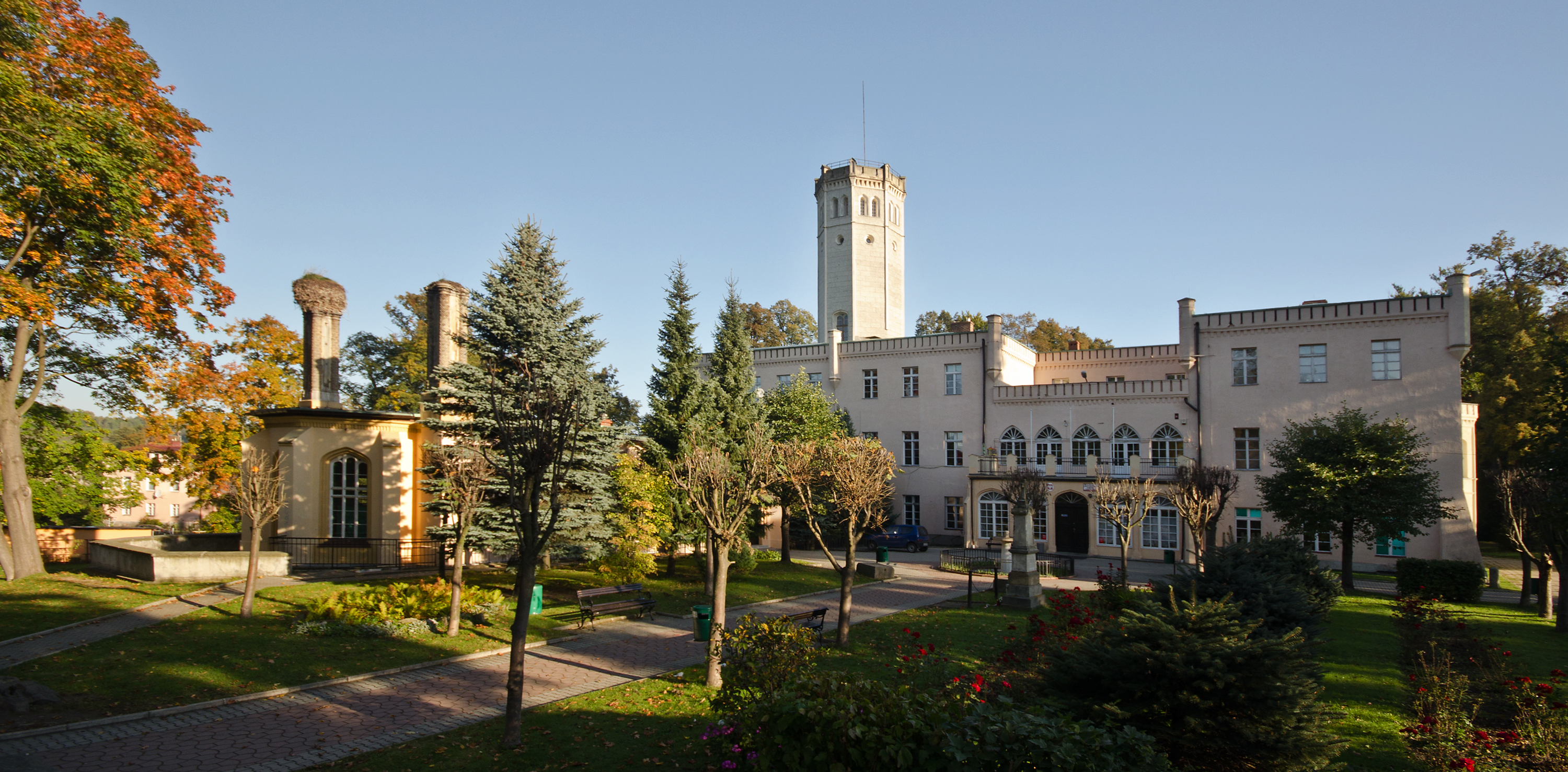
Schloss Erdmannsdorf
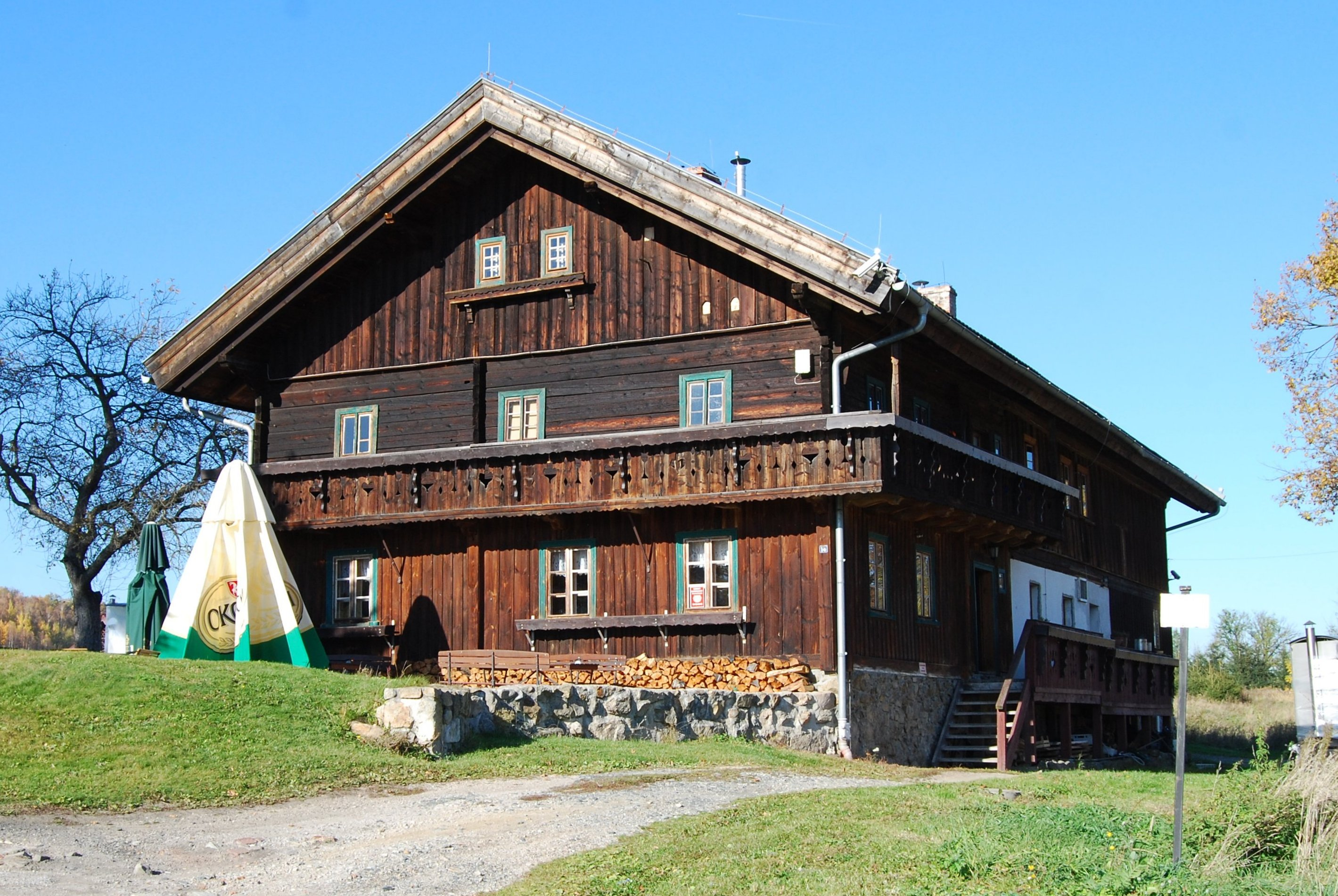
Tiroler Hof

## Gemeinde
Zur Landgemeinde Mysłakowice gehören das Dorf selbst und neun weitere Dörfer mit Schulzenämtern.

## Partnerschaften
- Leopoldshöhe, Deutschland
- Boxberg/Oberlausitz, Deutschland.